# Artemisia pedatifida
Artemisia pedatifida es una especie de arbusto del género Artemisia, que se distribuye por Norteamérica.

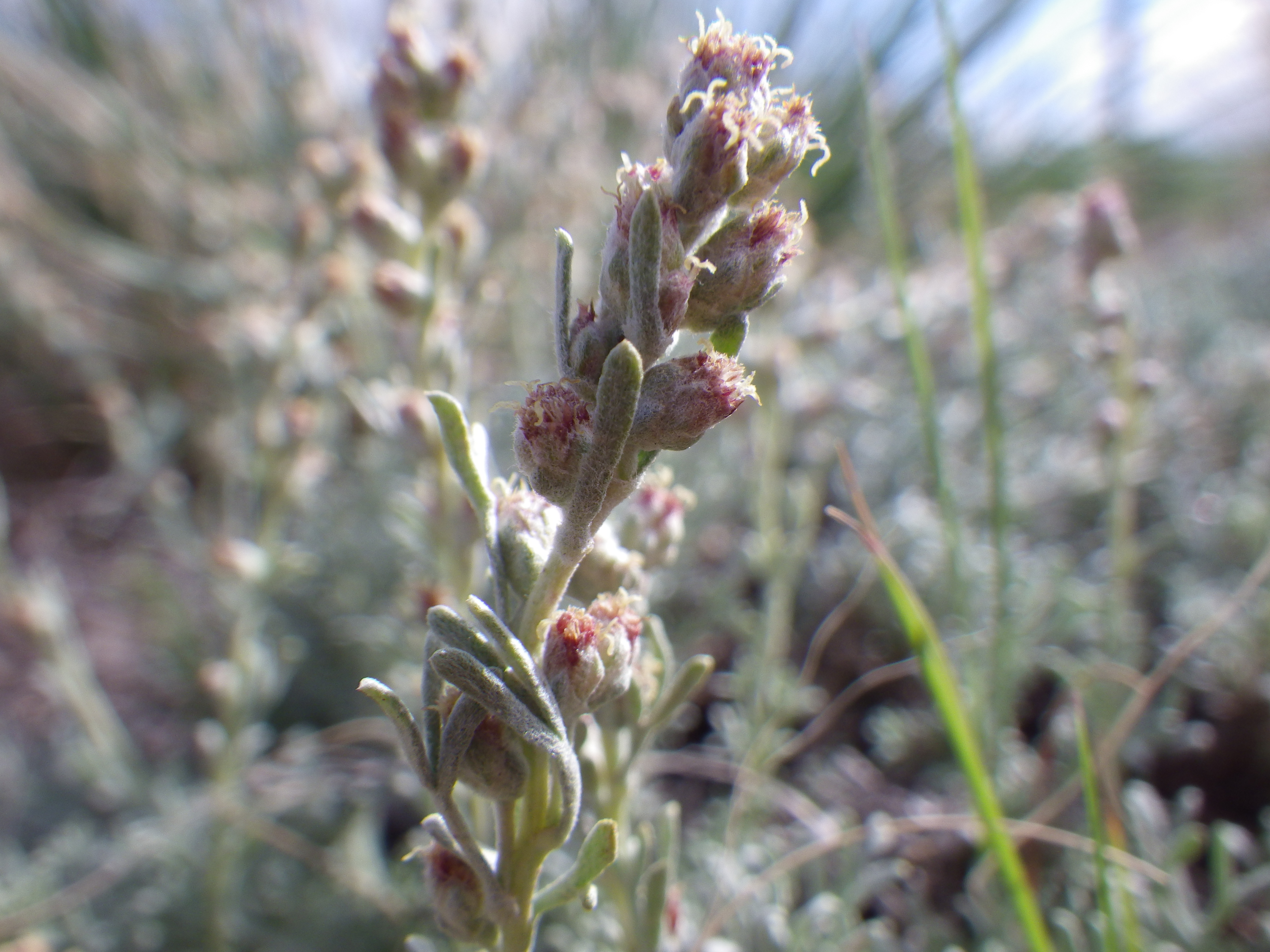
Inflorescencia

## Descripción
Es una hierba perenne o pequeño subarbusto que alcanza un tamaño de hasta unos 15 centímetros de altura. Tiene varios tallos que crecen desde una base leñosa de una raíz leñosa. Las pequeñas hojas verdes grisáceas forman un mechón alrededor de la base leñosa. La inflorescencia contiene una serie de redondas cabezas de flores que tienen cada una flores pistiladas liguladas y un disco de pocas florecillas. La planta se reproduce por semillas.

## Distribución y hábitat
Es originaria de la parte occidental y central de los Estados Unidos que abarca Idaho, Montana, Wyoming y Colorado, donde se encuentra en el altiplano.
Esta artemisa crece en pastizales y matorrales en las montañas y en las llanuras. Crece con muchos tipos de hierbas y algunos arbustos como Atriplex gardneri y Krascheninnikovia lanata.

## Taxonomía
Artemisia pedatifida fue descrita por Thomas Nuttall y publicado en Transactions of the American Philosophical Society, new series, 7: 399. 1841.
Etimología
Hay dos teorías en la etimología de Artemisia: según la primera, debe su nombre a Artemisa, hermana gemela de Apolo y diosa griega de la caza y de las virtudes curativas, especialmente de los embarazos y los partos . Según la segunda teoría, el género fue otorgado en honor a Artemisia II, hermana y mujer de Mausolo, rey de la Caria, 353-352 a. C., que reinó después de la muerte del soberano. En su homenaje se erigió el Mausoleo de Halicarnaso, una de las siete maravillas del mundo. Era experta en botánica y en medicina.
pedatifida: epíteto latino que significa "dividida como una pata de ave".
Sinonimia
- Oligosporus pedatifidus (Nutt.) W.A.Weber
- Oligosporus pedatifidus (Nutt.) Poljakov[6]